# Inline-Speedskating-Weltmeisterschaften 2010
Die Inline-Speedskating-Weltmeisterschaften fanden vom 20. bis 30. Oktober 2010 im kolumbianischen Guarne statt. Die erfolgreichsten Teilnehmer waren Jercy Puello bei den Frauen und Andres Muñoz bei den Männern.

## Frauen
| Distanz              | Gold                                                  | Silber                                           | Bronze                                                   |
| Bahn                 | Bahn                                                  | Bahn                                             | Bahn                                                     |
| -------------------- | ----------------------------------------------------- | ------------------------------------------------ | -------------------------------------------------------- |
| 300 m Einzelsprint   | Jercy Puello                                          | Erika Zanetti                                    | Sandra Buelvas                                           |
| 500 m Sprint         | Jercy Puello                                          | Erin Jackson                                     | Erika Zanetti                                            |
| 1000 m Sprint        | Brigitte Mendez                                       | Sara Sayasane                                    | Paola Segura                                             |
| 10000 m Punkte-Auss. | Simona di Eugenio                                     | Nachi Shinozuka                                  | Anniek Ter Haar                                          |
| 15000 m Ausscheidung | Alexandra Vivas                                       | Brigitte Mendez                                  | Laura Lardani                                            |
| 3000 m Staffel       | Kolumbien Kelly Martinez Brigitte Mendez Jercy Puello | Deutschland Sabine Berg Jana Gegner Mareike Thum | Argentinien Melisa Bonnet Estefania Fasinato Maira Arias |
| Straße               |                                                       |                                                  |                                                          |
| 200 m Einzelsprint   | Jercy Puello                                          | Erika Zanetti                                    | Maria Jose Moya                                          |
| 500 m Sprint         | Jercy Puello                                          | Erika Zanetti                                    | Erin Jackson                                             |
| 10000 m Punkte       | Alexandra Vivas                                       | Melisa Bonnet                                    | Mareike Thum                                             |
| 20000 m Ausscheidung | Brigitte Mendez                                       | Alexandra Vivas                                  | Laura Lardani                                            |
| 5000 m Staffel       | Kolumbien                                             | Argentinien                                      | Niederlande                                              |
| Langstrecke          |                                                       |                                                  |                                                          |
| 42195 m Marathon     | Kelly Martinez                                        | Laura Lardani                                    | Rommy Muñoz                                              |

## Männer
| Distanz              | Gold                                                | Silber                                                   | Bronze                                                       |
| Bahn                 | Bahn                                                | Bahn                                                     | Bahn                                                         |
| -------------------- | --------------------------------------------------- | -------------------------------------------------------- | ------------------------------------------------------------ |
| 300 m Einzelsprint   | Andres Muñoz                                        | Joey Mantia                                              | William Bowen                                                |
| 500 m Sprint         | Joey Mantia                                         | Andres Muñoz                                             | William Bowen                                                |
| 1000 m Sprint        | Joey Mantia                                         | Andres Muñoz                                             | Jorge Cifuentes                                              |
| 10000 m Punkte-Auss. | Diego Rosero                                        | Bart Swings                                              | Peter Michael                                                |
| 15000 m Ausscheidung | Jorge Cifuentes                                     | Bart Swings                                              | Diego Rosero                                                 |
| 3000 m Staffel       | Kolumbien Andres Muñoz Jorge Cifuentes Carlos Pérez | Vereinigte Staaten Joey Mantia William Bowen Harry Vogel | Frankreich Thomas Boucher Nicolas Pelloquin Gwendal Lepivert |
| Straße               |                                                     |                                                          |                                                              |
| 200 m Einzelsprint   | Andres Muñoz                                        | William Bowen                                            | Jhon Martinez                                                |
| 500 m Sprint         | William Bowen                                       | Kalon Dobbin                                             | Andres Muñoz                                                 |
| 10000 m Punkte       | Bart Swings                                         | Fabio Francolini                                         | Scott Arlidge                                                |
| 20000 m Ausscheidung | Bart Swings                                         | Diego Rosero                                             | Joey Mantia                                                  |
| 5000 m Staffel       | Neuseeland                                          | Kolumbien                                                | Frankreich                                                   |
| Langstrecke          |                                                     |                                                          |                                                              |
| 42195 m Marathon     | Carlos Pérez                                        | Jorge Bolaños                                            | Bart Swings                                                  |

## Medaillenspiegel
| Platz | Land               | Gold | Silber | Bronze | Gesamt |
| ----- | ------------------ | ---- | ------ | ------ | ------ |
| 1.    | Kolumbien          | 17   | 6      | 6      | 29     |
| 2.    | Vereinigte Staaten | 3    | 5      | 4      | 12     |
| 3.    | Belgien            | 2    | 2      | 1      | 5      |
| 4.    | Italien            | 1    | 5      | 3      | 9      |
| 5.    | Neuseeland         | 1    | 1      | 2      | 4      |
| 6.    | Argentinien        | 0    | 1      | 2      | 3      |
| 7.    | Deutschland        | 0    | 1      | 1      | 2      |
| 8.    | Japan              | 0    | 1      | 0      | 1      |
| 8.    | Ecuador            | 0    | 1      | 0      | 1      |
| 10.   | Frankreich         | 0    | 0      | 2      | 2      |
| 10.   | Niederlande        | 0    | 0      | 2      | 2      |
| 12.   | Chile              | 0    | 0      | 1      | 1      |
| 12.   | Venezuela          | 0    | 0      | 1      | 1      |